# Орден Залізної Остроги (пластовий курінь)
Пластовий курінь УСП ч. 15 та УПС ч. 45 «Орден Залізної Остроги» імені Святослава Завойовника.

Капітула Лицарства Залізної Остроги 1917 року.

П'ятнадцятий курінь старших пластунів та сорок п'ятий курінь сеньйорів Пласту — Національної Скаутської Організації України «Орден Залізної Остроги» ім. Святослава Завойовника.
«Орден Залізної Остроги» був заснований в листопаді 1916 році у Вишколі УСС, який розміщувався тоді в селі Розвадові (нині — Миколаївський р-н Львівської обл.) 1927 році у Львові. Формально ініціатором створення Ордену вважається популярний герой стрілецьких анекдотів сотник Іван Цяпка, фактично — Лев Лепкий за підтримки Володимира Старосольського. Його засновниками та провідними членами були Володимир Маркусь, Іван Кліщ, Іван Сидорів, Тиміш Білостоцький, Зенон Котович. Новотвір засновники бачили «не товариством, а законом» із ціллю «насталювання характерів, і плекання товариської культури» (Роман Купчинський). Дмитро Вітовський мав бажання перетворити згодом Орден на законспіровану політичну організацію. Однак революційні події в Україні 1917 року перекреслили всі плани.
Лицарську традицію УСС в середині 1920-х роках перейняв Пласт. Перебуваючи у Львові члени стрілецького Ордену вважали за своїх молодих спадкоємців старших пластунів з куреня «Ордену Залізної Остроги» і бували in corpore (повним складом) на всіх їхніх імпрезах. Провідною спеціалізацією куреня була виховна діяльність в усіх трьох пластових Уладах — серед пластового новацтва (організація таборів в Підлютому і на Остодорі; ведення новацьких гнізд), а також юнацтва і старшого пластунства. Іншим важливим напрямком діяльності Ордену стало пластове адміністрування: виготовлення і постачання спорядження, ведення крамниці і кредитної спілки, створення кооперативи «Пласт»; редагування пластових часописів, зокрема «Молодого Життя»; розбудова Пласту на Волині, Закарпатті та Буковині. У 1930 році Орден започаткував нову пластову спеціалізацію — влітку цього року було проведено перший пластовий велосипедний табір. Після заборони Пласту поляками у 1930 році Орден діяв у підпіллі, а з початком радянської окупації припинив свою діяльність до 1996 року.

## Відзнака «Ордену Залізної Остроги»
Основа композиції — герб Святослава Завойовника («двозуб») — походить від знаку остроги, символу українського лицарства княжих часів. Двозуб Святослава, подібно як хрест чи тризуб, символізує головні засади світорозвитку, поєднання двох головних життєтворчих основ (духу і матерії, вогню і води, чоловічого і жіночого).

## Заповіт Святослава Завойовника
У народних переказах збереглась легенда про Святослава Завойовника, який збирався йти у похід на болгар. Та зупинило Святослава те, що його вірний кінь не хотів іти у бій. Волхви напророчили Великому князю неминучу загибель. Вони вірили, якщо кінь противиться тому, щоб йти у похід — це знак, що воїн не повернеться живим з бою. Коваль Хищ пообіцяв князеві, що винайде для нього засіб, який заставить коня піти у похід. Славний коваль Хищ викував для Святослава першу пару залізних острог. Кінь пішов з князем у похід та повернувся Святослав з перемогою і славою. Тоді князь віддячив Хищеві і заповів йому створити Орден руських лицарів на честь Залізної Остроги. Січовому стрільцеві — майбутньому Великому комтуру Залізної Остроги — Івану Цяпці-Скоропаду явився сон і він вирішив здійснити заповіт Святослава.

## Лицарі Залізної Остроги (1916)

Великий Комтур «Залізної Остроги» — Іван Цяпка-Скоропад

Іван Цяпка та інспекторський відділ Команди корпусу.

Витоки Ордену Залізної Остроги сягають часу Першої світової війни. Після бою в Потуторах із полку Українських січових стрільців (УСС) залишилось кількадесят людей, які переїхали в тил до Вишколу у Розвадові та Коша у Пісочній (тепер Миколаївського р-ну Львівської обл.). Вдень стрільці вишколювалися, а вечорами мали товариські сходини, на яких у листопаді 1916 р. засновується «Орден Лицарства Залізної Остроги» (ЛЗО). Ініціаторами створення Ордену були славнозвісний Іван Цяпка-Скоропад та Лев Лепкий.
Братчиками Ордену були як найвищі старшини, так і звичайні стрільці, переважно інтелігенція. Члени ділилися на чур, непохитників і лицарів. Лицарі мали право брати участь у Великому Зборі Лицарства. Лицарі ділилися на кінних і піших (про добрих коней для перших спеціально дбав Великий Конюший Ордену Микола Стронський). Непохитники брали участь у Малій Раді, де, однак, важливих справ не вирішували. Чури не брали участі в жодних радах і не мали жодних прав — вони услугували лицарям. Дуже часто такими чурами були полковники, сотники тощо, які спершу сміялися з корпорації, потім однак не могли без неї жити. Часто траплялося таке, що чура-полковник услугував лицареві — звичайному стрільцеві.
На чолі «Залізної Остроги» стояв Великий Комтур, який теж посвячував непохитників на лицарів. Першим Великим Комтуром був Іван Цяпка, а після нього — Володимир Свідерський. Члени «Залізної Остроги» носили на військових одностроях з лівого боку відзнаку — чорно-червону стяжку з острогою. Між собою вживали звертання «приятель серця».
Стрілецький орден проіснував не довго. У 1920-х рр. члени Стрілецького Ордену, які мешкали у Львові, вважали за своїх молодих спадкоємців старших пластунів з куреня Орден Залізної Остроги і відвідували «in corpore» всі їхні імпрези. «Співаник для дітей» та «Співаник УСС» лицаря ЛЗО Михайла Гайворонського активно використовувалися у виховній роботі Пласту, а Володимир Щуровський був лікарем на організованих Орденом новацьких таборах у Підлютому і був відзначений Свастикою Вдячности.

## 15 курінь УСП «Орден Залізної Остроги» (1927)

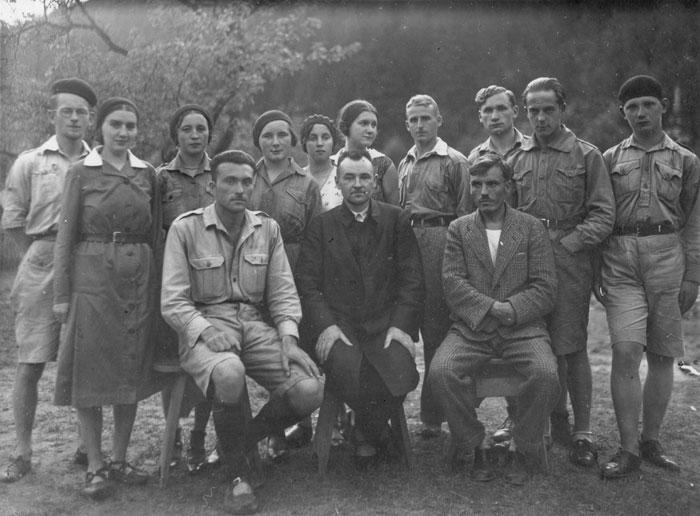
Члени ОЗО серед керівництва пластового табору у Підлютому, 1931 рік.

Перші гуртки Уладу старших пластунів (УСП) почали творитися у 1922—1923 рр. Восени 1923 р. постав перший гурток старших пластунів, невдовзі перейменований на «Клюб старших пластунів і пластунок ім. сотн. Федора Черника у Львові». У березні 1925 р. на основі Клюбу зареєстровано І курінь старших пластунів ім. Ф. Черника. Восени 1926 р. курінь розрісся настільки, що його було поділено на самостійні гуртки, які згодом дали початок кільком куреням старших пластунів. 2-й самостійний гурток «Орден Залізної Остроги» у травні 1927 р. був оформлений в 15 курінь УСП. Засновниками ОЗО були Володимир Маркусь, Іван Кліщ і Володимир Кметик. Новостворений курінь ставив собі завданням плекати традиції стрілецького Ордену Лицарів Залізної Остроги. При переведенні із паломників (кандидатів) у кавалери (лицарі) відбувався ритуал посвячення, подібний до того, що робився в ЛЗО. Першим Великим Комтуром (курінним) ОЗО став Володимир Маркусь. До старшини куреня входили: І Кавалер (Іван Сидорів), Камерарій (Іван Кліщ), Вікарій (Олекса Ратич) та Великий Канцлер Юліан Дорош. До останньої команди куреня, вибраної 13.07.1930 р., належали Великий Комтур (Іван Кліщ), І Кавалер (Іван Сидорів), Великий Канцлер (Тарас Дурбак), Камерарій (Володимир Винницький).
Всі озони перед тим були в Юнацтві. Шість з них були вихованцями 1 куреня ім. П. Сагайдачного (Львів), інші належали до куренів ім. Дмитра Вітовського (Дрогобич), ім. Петра Дорошенка (Сокаль), ім. кн. Льва (Львів), ім. Івана Мазепи (Станиславів, тепер Івано-Франківськ), ім. Пилипа Орлика (Золочів), ім. Богдана Хмельницького (Львів). Майже всі приятелі серця здобули вищу освіту, як правило, технічну, хоча були й правники, філософи, а також богослов, біолог і ветеринар. Для вступу в Орден ставилися високі вимоги, тому курінь був малочисельним (близько 20 старших пластунів), проте одним із найдіяльніших у Пласті. Найвище пластове відзначення, — свастику заслуги, — отримали Тиміш Білостоцький (1922), Тарас Дурбак (1929), Іван Кліщ (1928, 1930), Зенон Котович (1930), Володимир Маркусь (1930).

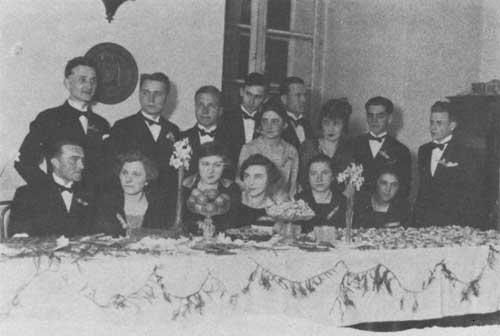
Спільна вечірка пластових куренів «Орден Залізної Остроги» і «Ластівки»

Провідною спеціалізацією ОЗО була робота з новацтвом. Ще до створення куреня, Іван Кліщ та Зенон Котович організували у 1924 р. відділ новаків і під їх проводом вперше 30 хлопчиків маршувало прилюдно серед інших пластових частин під час традиційного у Львові релігійного ходу на Святі Пресв'ятої Євхаристії.
Виховницькою роботою займалися озони не тільки в новацтві. Озон Олекса Ратич був зв'язковим 16 юнацького куреня ім. Короля Данила (Станиславів). Тиміш Білостоцький у 1931 р. виконував обов'язки інструктора тіловиховання юнацького табору на Соколі. Великий Комтур ОЗО Володимир Маркусь був секретарем УСП (1925—1926 рр.), а відтак у 1926—1927 рр. — комендантом цього Уладу.
Іншим важливим напрямком діяльності ОЗО була робота в кооперативі «Пласт». Ця кооператива постала на базі «пластового постачання» у львівській домівці на вул. Бляхарській, 11. Цим напрямком тоді керував Володимир Кметик, а допомагав йому у виготовленні пластових відзнак Іван Кліщ. Згодом створено кооперативу «Пласт», першими її директорами були Іван Кліщ та Іван Сидорів. Відкрито крамницю «Пласт» (Львів, Городоцька, 95), де можна було придбати пластові відзнаки, однострій, таборове і спортивне спорядження. Більшість краму виготовляли самі пластуни. Також кооператива «Пласт» займалася виготовленням мухоловок, пакуванням насіння, ванільного цукру, цинамону, шафрану й інших приправ. На початку 1928 р. троє озонів працювали у кооперативі «Пласт», а ще двоє, зокрема Володимир Винницький як референт, у Пластовій щадниці (Львів, вул. Шашкевича, 5).
Озони активно займалися фотографією — у пластових та інших виданнях нерідко зустрічаються світлини Володимира Голіяна та Івана Кліща. Проте найбільших успіхів у фотомистецтві досягнув Юліан Дорош, який тривалий час був керівником субреферату світлин при економічному рефераті ВПК. Один з організаторів Українського фотографічного товариства, автор-постановник першого в Галичині професійного кінофільму «Для добра і краси» (на етнографічні теми і з життя кооперації). Його фотографії публікувалися в працях з археології, етнографії, народного мистецтва, експонувалися на трьох персональних виставках. Нині одна з вулиць Львова носить ім'я Юліана Дороша.
Значних зусиль докладав курінь ОЗО для формування товариської атмосфери і вогнища старшопластунського життя. В той час із творенням нових куренів УСП і розбудовою існуюючих між ними розгорілася завзята конкуренція, яка інколи була нездоровою. З метою налагодження міжкурінних стосунків Орден Залізної Остроги щотижня організовував товариські сходини із залученням інших старшопластунських частин.
Ще одним напрямком роботи ОЗО була розбудова соборницького Пласту на Волині, Закарпатті і Буковині. У 1929—1930 рр. Володимир Маркусь виконував обов'язки референта закордонних зв'язків Верховної Пластової Команди (ВПК).

## Сьогодення. Мета і діяльність

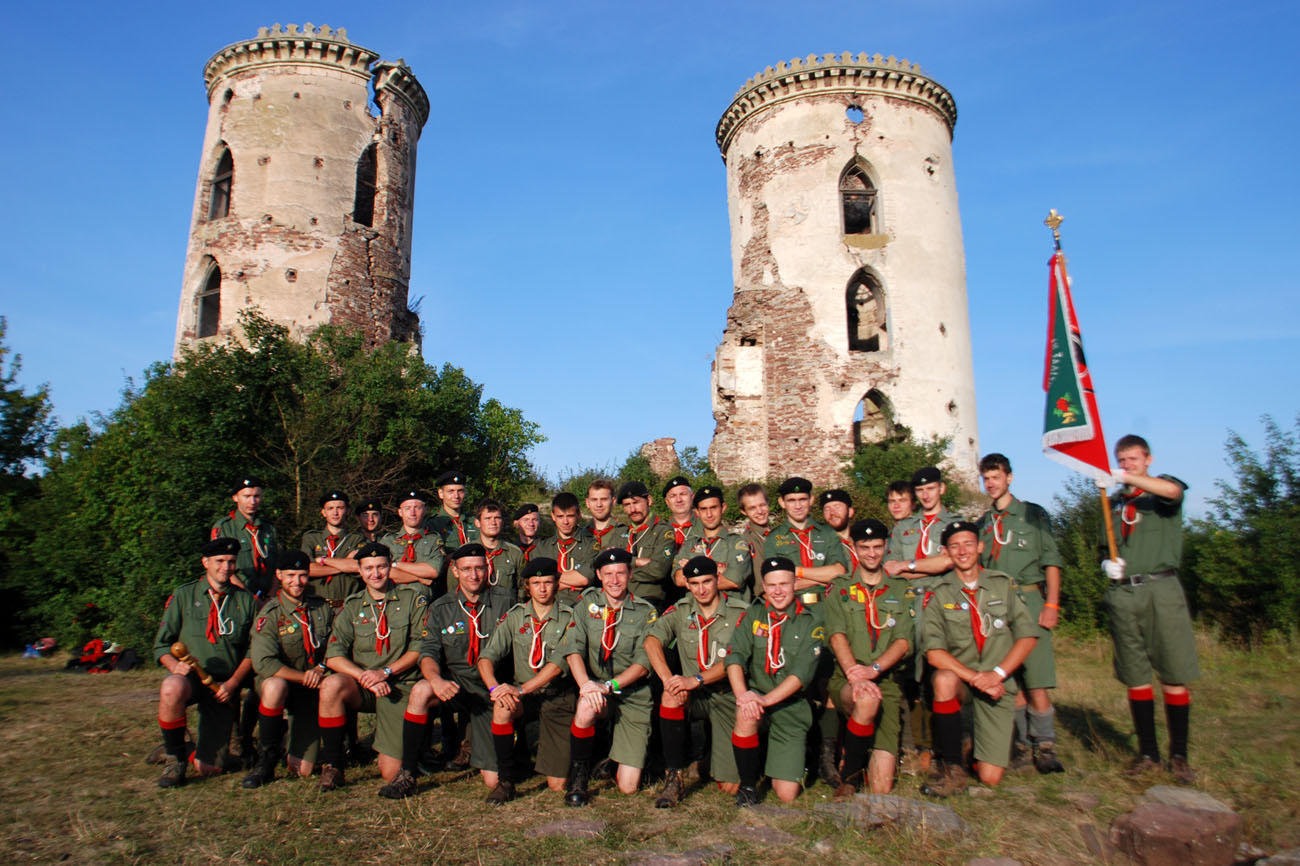
Сучасний пластовий курінь «Орден Залізної Остроги» ім. Святослава Завойовника.

Сьогодні орден є з'єднанням двох куренів, 15 куреня УСП та 45 куреня УПС (постав у 2016 році внаслідок «дорослішання» старших пластунів).
Орден ставить собі за мету працювати для здійснення пластових ідеалів в особистому і суспільному житті та для росту пластової організації в Україні. На сьогодні «Орден Залізної Остроги» є найчисельнішим в Україні пластовим куренем УСП. Приятелі серця плекають лицарський дух і цінують побратимство. Незмінним з часів УСС залишається гасло Ордену: «Перемога або смерть!» і вітання: «Рука і серце!»
Основна діяльність (завдання): а) плекання традиції визвольних змагань у Пласті, б) кампанія за здоровий спосіб життя, в) розвиток пластових спеціалізацій — пішого, велосипедного, кінного і водного туризму тощо.
Курінь веде працю в таких напрямках діяльності:

1. Виховництво. Приятелі серця ведуть постійну виховну роботу в 1 новацькому гнізді та 12 юнацьких куренях Пласту, проводять літні табори (зокрема всеукраїнські — «Легіон», «Говерля», «Ревор», «Герць») і мандрівки, беруть участь у організації різних виховних заходів на крайовому і станичному рівнях.

2. Адміністрування організації. Члени куреня традиційно працюють в пластових проводах в Україні усіх рівнів. Зокрема беруть значну участь в проводах найбільших станиць і округ Пласту в Україні — Києва, Львова, Тернополя, Івано-Франківська, Луцька та відповідних округ.

3. Інструкторство. Спеціалізаційні програми. Курінь працює для розвитку ряду спеціалізаційних програм пластового юнацтва та проводить відповідні виховні крайові і станичні заходи:

a. Табори: Військово-патріотичний (з 1996 року), Кінно-спортивний (з 2004), Вишкільно-мандрівний табір (з 2005), Вело-мандрівний табір (з 2007).

b. Змаги: Всеукраїнські змагання з пішого мандрівництва — «Стежками Героїв» (з 2000), Всеукраїнський пластовий спортивний змаг «Спартакіада» (з 2004), Тереновий змаг-квест у Львові «Листопадовий Чин» (з 1996). Орден також традиційно допомагає у проведенні Всеукраїнського мистецького змагу «Орликіада» (з 2001) та Всеукраїнського юнацького змагу з мандрівництва «Осінній Рейд» (з 2004)

с. Плекання традиції визвольних змагань у Пласті: Щорічна акція Всеукраїнська молодіжна інорфмаціно-просвітницька кампанія «Пам'ятай про Крути» (з 2008), Станичний захід у м. Львові "Молодь пам'ятає Шухевича (з 2000), «Свято Героїв» (в рамках цього свята започатковано, зокрема, і вищезгадані змагання з пішого мандрівництва «Стежками Героїв»), «День створення УПА» (саме йому присвячується вищезгаданий всеукраїнський змаг «Спартакіада»; у 2008 році оригінальну традицію відзначення цього свята започаткували львівські приятелі серця — з піснями і ватрою перед мерією).
Головні вимоги до членства: активна праця в Пласті, добра пластова постава, здоровий спосіб життя, зокрема повна відмова від тютюну і алкоголю, участь в діяльності куреня. Приятелі серця діють у Києві, а також Львівській, Тернопільській, Івано-Франківськиій, Вінницькій, Волинській, Хмельницькій та Черкаській областях.